# Mīr Hāshem
Mīr Hāshem (persiska: مير هاشم) är en ort i Iran.   Den ligger i provinsen Yazd, i den centrala delen av landet, 500 km sydost om huvudstaden Teheran. Mīr Hāshem ligger 2 577 meter över havet och antalet invånare är 133.
Terrängen runt Mīr Hāshem är kuperad åt sydväst, men åt nordost är den bergig. Terrängen runt Mīr Hāshem sluttar söderut.Runt Mīr Hāshem är det glesbefolkat, med 10 invånare per kvadratkilometer. Närmaste större samhälle är Nīr, 11,9 km väster om Mīr Hāshem. Trakten runt Mīr Hāshem är ofruktbar med lite eller ingen växtlighet.